# Suneung
Il Suneung (수능?, 修能?), abbreviazione di Daehak suhak neungnyeok siheom (대학수학능력시험?, 大學修學能力試驗?, Taehak suhak nŭngnyŏk sihŏmMR), conosciuto in inglese come College Scholastic Ability Test (CSAT), è un esame standardizzato che si svolge annualmente in Corea del Sud. Rappresenta una tappa fondamentale per l'accesso alle università del paese ed è considerato uno degli esami più impegnativi e competitivi al mondo. Il Suneung si tiene ogni anno il terzo giovedì di novembre ed è organizzato dal Ministero dell'Istruzione sudcoreano.

## Struttura e contenuto dell'esame
L'esame, della durata complessiva di circa nove ore, comprende sezioni su diversi argomenti:
- Lingua coreana
- Matematica
- Lingua inglese
- Storia della Corea
- Materie opzionali, tra cui scienze sociali, scienze naturali e lingue straniere.

Le domande sono principalmente a scelta multipla e seguono il programma scolastico nazionale. Tuttavia, alcune "killer questions" particolarmente difficili sono state recentemente eliminate per ridurre la pressione sugli studenti e scoraggiare il ricorso all'istruzione privata.

## Impatto sulla società
Il Suneung influisce profondamente sulla vita dei partecipanti e delle loro famiglie, nonché sull'intera società sudcoreana: durante il giorno dell'esame, uffici pubblici e privati aprono più tardi per ridurre il traffico. I trasporti pubblici sono intensificati e gli aerei sospendono decollo e atterraggio durante la prova di ascolto in inglese. Il Suneung inoltre è considerato un passaggio cruciale per accedere alle migliori università, come l'Università Nazionale di Seul, l'Università della Corea e l'Università Yonsei, e per garantirsi buone opportunità di carriera. Questo porta molte famiglie a investire enormi risorse economiche nell'istruzione privata, che ha raggiunto una spesa annua di circa 18 miliardi di euro nel 2023.

## Effetti sulla salute e critiche
Il Suneung è un simbolo della dedizione sudcoreana all'eccellenza educativa, ma solleva interrogativi sulle implicazioni psicologiche e sociali di un sistema così competitivo. Il Suneung esercita una pressione psicologica significativa sugli studenti. Studi recenti hanno evidenziato che circa un terzo degli studenti sudcoreani manifesta sintomi di depressione. Il sistema educativo, pur essendo riconosciuto per l'alto livello di istruzione, è spesso criticato per l'eccessivo stress che impone ai giovani e per la dipendenza dall'istruzione privata.

## Storia
Il Suneung trae origine dagli esami per diventare funzionari pubblici in epoca dinastica (dal X secolo). Dopo la Seconda guerra mondiale, il governo sudcoreano ha investito massicciamente nell'istruzione per favorire lo sviluppo economico del paese, consolidando il ruolo centrale dell'istruzione nella società.
Nel 2023, il governo sudcoreano ha annunciato riforme significative per il Suneung:
- Eliminazione delle domande più difficili.
- Introduzione di un sistema di valutazione basato su voti assoluti entro il 2028.
- Misure per ridurre la dipendenza dall'istruzione privata.